# Fortunio (conte)
Fortunio est un conte de fées italien figurant dans le premier volume du recueil Les Nuits facétieuses (1550 ; fable III-4) de Giovanni Francesco Straparola.

## Résumé
En Lombardie, Bernio et sa femme Alquie, un couple de gens modestes, éprouvent des difficultés à avoir un enfant, et décident d'en adopter un, dans une maison recueillant les enfants abandonnés de leur père. Ils l'élèvent aussi bien que possible. Arrive un jour, cependant, où Alquie, de façon inespérée, tombe enceinte. Elle donne naissance à un fils qui, à la plus grande joie des parents, ressemble à Bernio, et qu'ils prénomment Valentin. Ce dernier s'entend parfaitement avec son frère, Fortunio, jusqu'au jour où, lors d'une dispute à propos d'un jeu, Valentin le traite de « bâtard ». Fortunio, blessé, va interroger sa mère. Alquie, d'abord, lui dit qu'il est leur fils naturel, mais Fortunio est suspicieux, et il revient si souvent à la charge que la mère finit par tout lui avouer. Fortunio décide alors de s'en aller courir le monde. Impuissante à le retenir, Alquie le maudit et en vient à souhaiter que, si jamais Fortunio s'aventure en mer, il soit englouti par les sirènes.
Après avoir voyagé un certain temps vers l'ouest, Fortunio, dans une forêt épaisse, se retrouve face à un loup, un aigle et une fourmi. Ceux-ci se disputent la dépouille d'un cerf et demandent à Fortunio de procéder au partage. Fortunio attribue au loup les os et la chair maigre, à l'aigle les parties intérieures et la graisse entre la chair et les os, et à la fourmi le cerveau. Satisfaits, les trois animaux donnent en échange au jeune homme le pouvoir de se transformer en chacun d'entre eux et de retrouver sa première forme quand bon lui semblera. Fortunio prend congé et poursuit son chemin.
Il arrive en Pologne, alors gouverné par le roi Odescalque. Celui-ci a organisé un tournoi dont le prix est la main de sa fille, prénommée Doralice, et le vainqueur est pour l'instant un Sarrasin très laid, ce qui n'enchante guère la jeune fille. Fortunio voit Doralice à une fenêtre et profite de la nuit pour se rendre auprès d'elle après s'être changé en aigle. Doralice, en l'apercevant alors qu'il est redevenu humain, pousse un cri, qui alerte son père. Fortunio se sauve par le même moyen qu'il était venu, mais revient un peu plus tard et, quand le roi arrive, se mue aussitôt en fourmi et se cache dans les cheveux de la belle. Odescalque, fâché, somme sa fille de ne plus le déranger pour rien. Fortunio redevient alors Fortunio et parvient à amadouer Doralice et lui promet de prendre part à la joute. Convaincue, et séduite par la belle apparence du jouvenceau, elle lui donne argent et bijoux. Il lui demande quel habit il devra porter pour le tournoi, et elle lui répond qu'il devra se vêtir de satin blanc.
Le lendemain, Fortunio participe à la joute pour la première fois, tue le laid Sarrasin et défait tous les autres concurrents. La nuit, Fortunio rejoint de nouveau Doralice qui l'attend impatiemment. Il lui demande ce qu'il devra porter pour la joute du lendemain, et elle lui répond un habit de satin vert. Le lendemain, nouvelles victoires et, le soir, nouvelle entrevue secrète du jeune couple. Doralice dit à Fortunio de se vêtir pour les derniers combats d'un habit de satin cramoisi. Fortunio lui dit qu'il se présentera à la joute avec un peu de retard mais qu'elle ne doit pas s'en inquiéter. Le lendemain, Fortunio vient encore une fois à bout de tous ses adversaires et peut alors épouser Doralice.
Quelque temps plus tard, le prince, qui n'a pas le tempérament à demeurer oisif, décide de partir en mer à bord d'une riche galère. Dans l'Atlantique, le navire rencontre une sirène géante. Par son chant, elle parvient à endormir le héros et l'engloutit. La galère revient au port, et Odescalque et Doralice sont avertis du drame. Tout le royaume prend le deuil. Cependant, Doralice, un peu plus tard, met au monde un fils.
Quand l'enfant a atteint l'âge de deux ans, la princesse décide de partir avec lui en mer, et de naviguer jusqu'à l'endroit où Fortunio a disparu. Elle a emporté avec elle trois pommes : la première de cuivre, la deuxième d'argent et la troisième d'or. Alors qu'ils sont proches du lieu fatidique, l'enfant se met à pleurer et, pour le calmer, Doralice lui donne en guise de jouet la pomme de cuivre. L'objet attire la sirène, qui s'approche de la galère et demande à la princesse de le lui donner, ce que Doralice accepte après que la créature lui a promis de lui montrer son mari jusqu'à l'estomac. La sirène obtient la pomme et tient sa promesse. Ensuite, l'enfant se remet à crier, et sa mère lui donne la pomme d'argent, qui de nouveau séduit la sirène. En échange de l'objet, Doralice obtient de pouvoir voir Fortunio jusqu'aux genoux. L'enfant pleure encore, et peut jouer quelque temps avec la pomme d'or, jusqu'à ce que la sirène la vienne réclamer également, promettant de montrer le prince tout entier. Une fois complètement hors de l'eau, Fortunio, aussitôt, se change en aigle et rejoint Doralice et son fils, avant de reprendre forme humaine. La galère peut alors regagner la Pologne, où le retour du prince est célébré dans la joie, avec tambours et trompettes.
Un peu plus tard, Fortunio retourne dans la maison de ses parents adoptifs où, s'étant transformé en loup, il dévore sa marâtre et son frère Valentin, à l'origine de ses tourments. Au royaume d'Odescalque, il connaît ensuite une vie longue et heureuse au côté de Doralice.

## Classification
Dans la classification des contes-types d'Aarne et Thompson, Fortunio est rangé dans les contes de type AT 316, « L'Enfant promis à la sirène ». Se rattachent également à ce type L'Ondine de l'étang, un conte publié par les frères Grimm, ainsi qu'une version proche publiée par Ludwig Bechstein, Le Meunier et l'Ondine. Dans leur ouvrage Le Conte populaire français, Paul Delarue et Marie-Louise Tenèze notent quelques versions seulement de ce conte, le plus souvent « contaminées » par les types AT 302 (« Le Cœur de l'ogre – ou du Diable – dans l'œuf »), AT 303 (« Les Deux Jumeaux ou Les Frères par le sang ») et AT 554 (« Les Animaux reconnaissants »).

## Commentaire
[...]

## Sources et bibliographie

### Texte en ligne
- (fr) Les Facecieuses Nuictz du Seigneur Jan François Straparole, trad. Jean Louveau, Guillaume Rouille, Lyon, 1560. Voir « Troisieme Nuict, Fable quatrieme », p. 200-215. – En ligne sur Google Books. – Commentaire général sur l'ouvrage : Ne contient en fait que les cinq premières Nuits ; certaines libertés sont prises avec la traduction, plusieurs récits se trouvant même remplacés par d'autres, de l'Allemand Bebel.
- (it) Giovanni Francesco Straparola, Le piacevoli notti, Libro primo, Notte terza, Favola IV. – sur intratext.com.

### Ouvrages de référence/ études
- (fr) Paul Delarue, Marie-Louise Ténèze, Le Conte populaire français, édition en un seul volume reprenant les quatre tomes publiés entre 1976 et 1985, Maisonneuve et Laroze, coll. « Références », Paris, 2002  (ISBN 2-7068-1572-8). Tome 1 (1957), p. 270-274.